# Ferro (film)
Ferro è un film documentario del 2020 diretto da Beppe Tufarulo, incentrato sulla vita e sulla carriera del cantautore italiano Tiziano Ferro. È stato distribuito sulla piattaforma streaming Prime Video insieme a quattro allegati.

## Sinossi
In un continuo viaggio fra passato e presente, Tiziano Ferro racconta vari aspetti della sua vita: dal bullismo subìto a scuola al lungo percorso che lo ha portato al coming out, dal peso eccessivo raggiunto in adolescenza, che rappresentò un ostacolo alla firma del primo contratto discografico, al conseguente dimagrimento, fino ad arrivare alla dipendenza dall'alcol, superata anche grazie all'aiuto degli Alcolisti Anonimi.
Nel corso del documentario viene inoltre ripercorsa la carriera del cantautore, con uno sguardo anche alle fasi precedenti agli esordi, e ampio spazio è dedicato a degli scorci sulla vita, sia personale che col marito Victor, dell'artista, che ha sempre preferito abitare all'estero per il forte desiderio di ritagliarsi un'ordinaria quotidianità.
Altri significativi retroscena sono l'intensa attività di Tiziano, ormai fuori dal baratro dell'alcolismo, come volontario degli Alcolisti Anonimi; una sua incursione in classe presso una scuola di Los Angeles, dove gli alunni di una professoressa amica di Ferro imparano l'italiano attraverso le sue canzoni; un'apparizione dell'artista nel programma di Fabio Fazio Che tempo che fa, durante il quale il cantautore recitò un monologo contro bullismo e cyberbullismo; il matrimonio con Victor; il rapporto con la famiglia, gli amici e il manager Fabrizio Giannini; gli aneddoti sulla panchina di Latina sulla quale compose il brano Xdono e sulle prime esibizioni allo stadio della sua città natale; l'affetto per la defunta nonna materna; la partecipazione dell'artista come ospite fisso al Festival di Sanremo 2020 e le differenti realtà (da una parte i suoi cari, dall'altra i paparazzi) che lo attendono ad ogni ritorno in Italia.

## Produzione
Il film è stato girato fra il 2019 e il 2020, periodo in cui si sono svolte anche alcune delle vicende inserite, come l'apparizione a Che tempo che fa, le performance di Sanremo, il matrimonio e la lezione presso la scuola di Los Angeles.

## Distribuzione
Il film, insieme a quattro allegati, è stato reso disponibile sulla piattaforma Prime Video a partire dal 6 novembre 2020, in concomitanza con la pubblicazione dell'album di cover Accetto miracoli: l'esperienza degli altri.

## Accoglienza
Raffaella Giancristifaro di MYmovies ha assegnato a Ferro 3 stelle su 5, affermando che:

Secondo Mario Manca di Vanity Fair, Tiziano Ferro ha il merito di essere stato particolarmente sincero nel documentario:

## Riconoscimenti
Con Ferro, Tiziano Ferro riceve, nel corso del 2021, il riconoscimento per il Miglior documentario ai Filming Italy - Los Angeles, il Diversity Media Award per il Miglior film italiano e un premio al The Italian Tv Festival (ITTV).